# Storflotjärnen (Hällesjö socken, Jämtland, 696057-150908)
Storflotjärnen är en sjö i Bräcke kommun i Jämtland och ingår i Ljungans huvudavrinningsområde.